# Coppa panamericana femminile di pallavolo 2017
La Coppa panamericana femminile di pallavolo 2017 si è svolta dal 17 al 25 giugno 2017 a Lima e San Vicente de Cañete, in Perù: al torneo hanno partecipato dodici squadre nazionali tra nordamericane e sudamericane e la vittoria finale è andata per la quinta volta a Stati Uniti.

## Impianti
|                                                                         |                                                                                    |  |
|                                                                         |                                                                                    |  |
| Coliseo Eduardo Dibós Città: Lima Capienza: 6 000 Anno d'apertura: 1989 | Coliseo Lolo Fernández Città: San Vicente de Cañete Capienza: - Anno d'apertura: - |  |

## Regolamento

### Formula
Le squadre hanno disputato una prima fase a gironi con formula del girone all'italiana; al termine della prima fase:
- Le prime tre classificate di ogni girone hanno acceduto alla fase finale per il primo posto, strutturata in quarti di finale, a cui hanno partecipato solo le seconde e le terze classificate, semifinali, finale per il terzo posto e finale.
- La quarta e la quinta classificata di ogni girone e le due eliminate ai quarti di finale della fase finale per il primo posto hanno acceduto alla fase finale per il quinto posto, strutturata in quarti di finale, a cui hanno partecipato solo le quarte e le quinte classificate, semifinali, finale per il settimo posto e finale per il quinto posto.
- Le due eliminate ai quarti di finale della fase finale per il quinto posto hanno acceduto alla finale per il nono posto.
- L'ultima classificata di ogni girone ha acceduto alla finale per l'undicesimo posto.

### Criteri di classifica
Se il risultato finale è stato di 3-0 sono stati assegnati 5 punti alla squadra vincente e 0 a quella sconfitta, se il risultato finale è stato di 3-1 sono stati assegnati 4 punti alla squadra vincente e 1 a quella sconfitta, se il risultato finale è stato di 3-2 sono stati assegnati 3 punti alla squadra vincente e 2 a quella sconfitta.
L'ordine del posizionamento in classifica è stato definito in base a:
- Numero di partite vinte;
- Punti;
- Ratio dei set vinti/persi;
- Ratio dei punti realizzati/subiti;
- Risultati degli scontri diretti.

## Squadre partecipanti
| Squadra           | Qualificazione      | Ultima partecipazione      |
| ----------------- | ------------------- | -------------------------- |
| Argentina         | -                   | Repubblica Dominicana 2016 |
| Canada            | -                   | Repubblica Dominicana 2016 |
| Cile              | -                   | Messico 2011               |
| Colombia          | -                   | Repubblica Dominicana 2016 |
| Cuba              | -                   | Repubblica Dominicana 2016 |
| Messico           | -                   | Repubblica Dominicana 2016 |
| Perù              | Paese organizzatore | Repubblica Dominicana 2016 |
| Porto Rico        | -                   | Repubblica Dominicana 2016 |
| Rep. Dominicana   | -                   | Repubblica Dominicana 2016 |
| Stati Uniti       | -                   | Repubblica Dominicana 2016 |
| Trinidad e Tobago | -                   | Repubblica Dominicana 2016 |
| Venezuela         | -                   | Repubblica Dominicana 2016 |

## Torneo

### Fase a gironi
| Girone A        | Girone B          |
| --------------- | ----------------- |
| Canada          | Argentina         |
| Colombia        | Costa Rica        |
| Messico         | Cuba              |
| Porto Rico      | Perù              |
| Rep. Dominicana | Stati Uniti       |
| Venezuela       | Trinidad e Tobago |

#### Girone A

##### Risultati
| 17 giugno 2017 Coliseo Fernández, San Vicente de Cañete Durata: 1h:33 - Spettatori: 500 | Porto Rico  | 3 - 0 | Colombia    | 25-20, 25-16, 28-26               |
| 17 giugno 2017 Coliseo Fernández, San Vicente de Cañete Durata: 1h:33 - Spettatori: 800 | Stati Uniti | 3 - 0 | Venezuela   | 25-9, 25-16, 25-11                |
| 17 giugno 2017 Coliseo Fernández, San Vicente de Cañete Durata: 1h:52 - Spettatori: 800 | Argentina   | 3 - 1 | Messico     | 25-22, 25-20, 23-25, 25-21        |
| 18 giugno 2017 Coliseo Fernández, San Vicente de Cañete Durata: 1h:25 - Spettatori: 400 | Colombia    | 0 - 3 | Stati Uniti | 8-25, 19-25, 27-29                |
| 18 giugno 2017 Coliseo Fernández, San Vicente de Cañete Durata: 1h:01 - Spettatori: 600 | Venezuela   | 0 - 3 | Argentina   | 11-25, 10-25, 20-25               |
| 18 giugno 2017 Coliseo Fernández, San Vicente de Cañete Durata: 1h:20 - Spettatori: 700 | Messico     | 0 - 3 | Porto Rico  | 18-25, 21-25, 15-25               |
| 19 giugno 2017 Coliseo Fernández, San Vicente de Cañete Durata: 1h:23 - Spettatori: 300 | Argentina   | 3 - 0 | Colombia    | 25-22, 26-24, 26-24               |
| 19 giugno 2017 Coliseo Fernández, San Vicente de Cañete Durata: 2h:09 - Spettatori: 600 | Venezuela   | 3 - 2 | Messico     | 25-22, 23-25, 25-19, 21-25, 15-7  |
| 19 giugno 2017 Coliseo Fernández, San Vicente de Cañete Durata: 2h:19 - Spettatori: 500 | Stati Uniti | 3 - 2 | Porto Rico  | 25-23, 25-23, 23-25, 21-25, 15-12 |
| 20 giugno 2017 Coliseo Fernández, San Vicente de Cañete Durata: 1h:17 - Spettatori: 300 | Colombia    | 3 - 0 | Venezuela   | 25-15, 25-17, 25-15               |
| 20 giugno 2017 Coliseo Fernández, San Vicente de Cañete Durata: 1h:03 - Spettatori: 400 | Messico     | 0 - 3 | Stati Uniti | 13-25, 15-25, 13-25               |
| 20 giugno 2017 Coliseo Fernández, San Vicente de Cañete Durata: 1h:55 - Spettatori: 700 | Porto Rico  | 3 - 1 | Argentina   | 15-25, 25-19, 25-21, 25-21        |
| 21 giugno 2017 Coliseo Fernández, San Vicente de Cañete Durata: 1h:20 - Spettatori: 600 | Venezuela   | 0 - 3 | Porto Rico  | 14-25, 21-25, 16-25               |
| 21 giugno 2017 Coliseo Fernández, San Vicente de Cañete Durata: 2h:11 - Spettatori: 400 | Colombia    | 3 - 2 | Messico     | 23-25, 18-25, 25-16, 25-20, 15-9  |
| 21 giugno 2017 Coliseo Fernández, San Vicente de Cañete Durata: 1h:21 - Spettatori: 700 | Argentina   | 0 - 3 | Stati Uniti | 25-27, 14-25, 23-25               |

##### Classifica
| Pos | Squadra     | Pt | G | V | P | SV | SP | Ratio | PF  | PS  | Ratio |
| --- | ----------- | -- | - | - | - | -- | -- | ----- | --- | --- | ----- |
| 1   | Stati Uniti | 23 | 5 | 5 | 0 | 15 | 2  | 7.500 | 415 | 301 | 1.378 |
| 2   | Porto Rico  | 21 | 5 | 4 | 1 | 14 | 4  | 3.500 | 426 | 362 | 1.176 |
| 3   | Argentina   | 15 | 5 | 3 | 2 | 10 | 7  | 1.428 | 398 | 366 | 1.087 |
| 4   | Colombia    | 8  | 5 | 2 | 3 | 6  | 11 | 0.545 | 367 | 376 | 0.976 |
| 5   | Venezuela   | 3  | 5 | 1 | 4 | 3  | 14 | 0.214 | 284 | 398 | 0.713 |
| 6   | Messico     | 5  | 5 | 0 | 5 | 5  | 15 | 0.333 | 376 | 463 | 0.812 |

#### Girone B

##### Risultati
| 17 giugno 2017 Coliseo Eduardo Dibós, Lima Durata: 1h:16 - Spettatori: 300   | Trinidad e Tobago | 0 - 3 | Rep. Dominicana   | 22-25, 21-25, 20-25               |
| 17 giugno 2017 Coliseo Eduardo Dibós, Lima Durata: 1h:42 - Spettatori: 600   | Canada            | 1 - 3 | Cuba              | 25-21, 20-25, 10-25, 22-25        |
| 17 giugno 2017 Coliseo Eduardo Dibós, Lima Durata: 1h:08 - Spettatori: 800   | Perù              | 3 - 0 | Cile              | 25-13, 25-13, 25-12               |
| 18 giugno 2017 Coliseo Eduardo Dibós, Lima Durata: 1h:19 - Spettatori: 100   | Canada            | 3 - 0 | Trinidad e Tobago | 25-19, 25-12, 25-19               |
| 18 giugno 2017 Coliseo Eduardo Dibós, Lima Durata: 1h:07 - Spettatori: 800   | Cile              | 0 - 3 | Rep. Dominicana   | 16-25, 23-25, 9-25                |
| 18 giugno 2017 Coliseo Eduardo Dibós, Lima Durata: 1h:19 - Spettatori: 1 800 | Perù              | 3 - 0 | Cuba              | 25-19, 25-17, 25-21               |
| 19 giugno 2017 Coliseo Eduardo Dibós, Lima Durata: 1h:08 - Spettatori: 100   | Cuba              | 3 - 0 | Cile              | 25-12, 25-17, 25-19               |
| 19 giugno 2017 Coliseo Eduardo Dibós, Lima Durata: 1h:12 - Spettatori: 200   | Rep. Dominicana   | 3 - 0 | Canada            | 25-19, 25-11, 25-18               |
| 19 giugno 2017 Coliseo Eduardo Dibós, Lima Durata: 1h:59 - Spettatori: 600   | Perù              | 3 - 1 | Trinidad e Tobago | 25-19, 24-26, 25-21, 25-7         |
| 20 giugno 2017 Coliseo Eduardo Dibós, Lima Durata: 1h:23 - Spettatori: 200   | Trinidad e Tobago | 3 - 0 | Cile              | 26-24, 25-22, 25-15               |
| 20 giugno 2017 Coliseo Eduardo Dibós, Lima Durata: 1h:09 - Spettatori: 1 200 | Rep. Dominicana   | 3 - 0 | Cuba              | 25-16, 25-17, 25-20               |
| 20 giugno 2017 Coliseo Eduardo Dibós, Lima Durata: 2h:30 - Spettatori: 1 800 | Perù              | 2 - 3 | Canada            | 25-21, 25-19, 22-25, 17-25, 16-18 |
| 21 giugno 2017 Coliseo Eduardo Dibós, Lima Durata: 1h:15 - Spettatori: 200   | Cuba              | 3 - 0 | Trinidad e Tobago | 25-14, 25-21, 25-21               |
| 21 giugno 2017 Coliseo Eduardo Dibós, Lima Durata: 1h:09 - Spettatori: 1 200 | Cile              | 0 - 3 | Canada            | 16-25, 12-25, 9-25                |
| 21 giugno 2017 Coliseo Eduardo Dibós, Lima Durata: 1h:21 - Spettatori: 4 500 | Perù              | 0 - 3 | Rep. Dominicana   | 19-25, 16-25, 18-25               |

##### Classifica
| Pos | Squadra           | Pt | G | V | P | SV | SP | Ratio | PF  | PS  | Ratio |
| --- | ----------------- | -- | - | - | - | -- | -- | ----- | --- | --- | ----- |
| 1   | Rep. Dominicana   | 25 | 5 | 5 | 0 | 15 | 0  | MAX   | 375 | 265 | 1.415 |
| 2   | Perù              | 16 | 5 | 3 | 2 | 11 | 7  | 1.571 | 407 | 361 | 1.127 |
| 3   | Cuba              | 14 | 5 | 3 | 2 | 9  | 7  | 1.285 | 356 | 331 | 1.075 |
| 4   | Canada            | 14 | 5 | 3 | 2 | 10 | 8  | 1.250 | 383 | 363 | 1.055 |
| 5   | Trinidad e Tobago | 6  | 5 | 1 | 4 | 4  | 12 | 0.333 | 328 | 385 | 0.851 |
| 6   | Cile              | 5  | 5 | 0 | 5 | 0  | 15 | 0.000 | 232 | 376 | 0.617 |

### Finali 1º e 3º posto
|  | Quarti     | Quarti          |                 |            | Semifinali         | Semifinali         |  |  | Finale 1º/2º posto | Finale 1º/2º posto |
|  |            |                 |                 |            |                    |                    |  |  |                    |                    |
|  |            |                 |                 |            |                    |                    |  |  |                    |                    |
|  |            |                 |                 |            |                    |                    |  |  |                    |                    |
|  | -          | -               |                 |            |                    |                    |  |  |                    |                    |
|  | -          | -               |                 |            |                    |                    |  |  |                    |                    |
|  | -          | -               |                 |            |                    |                    |  |  |                    |                    |
|  | -          | -               | Stati Uniti     | 3          |                    |                    |  |  |                    |                    |
|  |            |                 | Stati Uniti     | 3          |                    |                    |  |  |                    |                    |
|  |            | Perù            | 0               |            |                    |                    |  |  |                    |                    |
|  | Perù       | Perù            | 0               | 3          |                    |                    |  |  |                    |                    |
|  | Perù       |                 |                 | 3          |                    |                    |  |  |                    |                    |
|  | Argentina  | 2               |                 |            |                    |                    |  |  |                    |                    |
|  | Argentina  | 2               | Stati Uniti     | 3          |                    |                    |  |  |                    |                    |
|  |            |                 | Stati Uniti     | 3          |                    |                    |  |  |                    |                    |
|  |            | Rep. Dominicana | 1               |            |                    |                    |  |  |                    |                    |
|  | -          | Rep. Dominicana | 1               | -          |                    |                    |  |  |                    |                    |
|  | -          |                 |                 | -          |                    |                    |  |  |                    |                    |
|  | -          | -               |                 |            |                    |                    |  |  |                    |                    |
|  | -          | -               | Rep. Dominicana | 3          | Finale 3º/4º posto | Finale 3º/4º posto |  |  |                    |                    |
|  |            |                 | Rep. Dominicana | 3          | Finale 3º/4º posto | Finale 3º/4º posto |  |  |                    |                    |
|  |            | Porto Rico      | 0               |            |                    |                    |  |  |                    |                    |
|  | Porto Rico | Porto Rico      | 0               | 3          | Perù               | 1                  |  |  |                    |                    |
|  | Porto Rico |                 |                 | 3          | Perù               | 1                  |  |  |                    |                    |
|  | Cuba       | 0               |                 | Porto Rico | 3                  |                    |  |  |                    |                    |
|  | Cuba       | 0               |                 |            | 3                  |                    |  |  |                    |                    |
|  |            |                 |                 |            |                    |                    |  |  |                    |                    |
|  |            |                 |                 |            |                    |                    |  |  |                    |                    |

#### Quarti di finale
| 23 giugno 2017 Coliseo Fernández, San Vicente de Cañete Durata: 1h:20 - Spettatori: 1 400 | Porto Rico | 3 - 0 | Cuba      | 25-23, 25-22, 25-17              |
| 23 giugno 2017 Coliseo Fernández, San Vicente de Cañete Durata: 2h:12 - Spettatori: 2 500 | Perù       | 3 - 2 | Argentina | 20-25, 25-21, 20-25, 25-19, 15-9 |

#### Semifinali
| 24 giugno 2017 Coliseo Fernández, San Vicente de Cañete Durata: 1h:24 - Spettatori: 2 800 | Rep. Dominicana | 3 - 0 | Porto Rico | 25-18, 25-21, 25-19 |
| 24 giugno 2017 Coliseo Fernández, San Vicente de Cañete Durata: 1h:24 - Spettatori: 2 800 | Stati Uniti     | 3 - 0 | Perù       | 25-14, 25-17, 27-25 |

#### Finale 3º posto
| 25 giugno 2017 Coliseo Fernández, San Vicente de Cañete Durata: 1h:53 - Spettatori: 1 000 | Perù | 1 - 3 | Porto Rico | 22-25, 25-13, 25-27, 15-25 |

#### Finale
| 25 giugno 2017 Coliseo Fernández, San Vicente de Cañete Durata: 1h:46 - Spettatori: 1 800 | Stati Uniti | 3 - 1 | Rep. Dominicana | 25-16, 19-25, 25-20, 25-23 |

### Finali 5º e 7º posto
|  | Quarti            | Quarti   |           |          | Semifinali         | Semifinali         |  |  | Finale 1º/2º posto | Finale 1º/2º posto |
|  |                   |          |           |          |                    |                    |  |  |                    |                    |
|  |                   |          |           |          |                    |                    |  |  |                    |                    |
|  |                   |          |           |          |                    |                    |  |  |                    |                    |
|  | -                 | -        |           |          |                    |                    |  |  |                    |                    |
|  | -                 | -        |           |          |                    |                    |  |  |                    |                    |
|  | -                 | -        |           |          |                    |                    |  |  |                    |                    |
|  | -                 | -        | Argentina | 1        |                    |                    |  |  |                    |                    |
|  |                   |          | Argentina | 1        |                    |                    |  |  |                    |                    |
|  |                   | Canada   | 3         |          |                    |                    |  |  |                    |                    |
|  | Canada            | Canada   | 3         | 3        |                    |                    |  |  |                    |                    |
|  | Canada            |          |           | 3        |                    |                    |  |  |                    |                    |
|  | Venezuela         | 2        |           |          |                    |                    |  |  |                    |                    |
|  | Venezuela         | 2        | Canada    | 1        |                    |                    |  |  |                    |                    |
|  |                   |          | Canada    | 1        |                    |                    |  |  |                    |                    |
|  |                   | Cuba     | 3         |          |                    |                    |  |  |                    |                    |
|  | -                 | Cuba     | 3         | -        |                    |                    |  |  |                    |                    |
|  | -                 |          |           | -        |                    |                    |  |  |                    |                    |
|  | -                 | -        |           |          |                    |                    |  |  |                    |                    |
|  | -                 | -        | Cuba      | 3        | Finale 3º/4º posto | Finale 3º/4º posto |  |  |                    |                    |
|  |                   |          | Cuba      | 3        | Finale 3º/4º posto | Finale 3º/4º posto |  |  |                    |                    |
|  |                   | Colombia | 1         |          |                    |                    |  |  |                    |                    |
|  | Colombia          | Colombia | 1         | 3        | Argentina          | 2                  |  |  |                    |                    |
|  | Colombia          |          |           | 3        | Argentina          | 2                  |  |  |                    |                    |
|  | Trinidad e Tobago | 0        |           | Colombia | 3                  |                    |  |  |                    |                    |
|  | Trinidad e Tobago | 0        |           |          | 3                  |                    |  |  |                    |                    |
|  |                   |          |           |          |                    |                    |  |  |                    |                    |
|  |                   |          |           |          |                    |                    |  |  |                    |                    |

#### Quarti di finale
| 23 giugno 2017 Coliseo Eduardo Dibós, Lima Durata: 1h:18 - Spettatori: 100 | Colombia | 3 - 0 | Trinidad e Tobago | 25-19, 25-22, 25-17               |
| 23 giugno 2017 Coliseo Eduardo Dibós, Lima Durata: 2h:10 - Spettatori: 100 | Canada   | 3 - 2 | Venezuela         | 21-25, 22-25, 25-17, 25-22, 15-10 |

#### Semifinali
| 24 giugno 2017 Coliseo Eduardo Dibós, Lima Durata: 1h:39 - Spettatori: 50 | Colombia | 1 - 3 | Cuba      | 15-25, 22-25, 25-18, 21-25 |
| 24 giugno 2017 Coliseo Eduardo Dibós, Lima Durata: 2h:08 - Spettatori: 50 | Canada   | 3 - 1 | Argentina | 28-26, 22-25, 25-22, 25-19 |

#### Finale 7º posto
| 25 giugno 2017 Coliseo Eduardo Dibós, Lima Durata: 2h:01 - Spettatori: 100 | Colombia | 3 - 2 | Argentina | 25-11, 21-25, 25-19, 20-25, 15-7 |

#### Finale 5º posto
| 25 giugno 2017 Coliseo Eduardo Dibós, Lima Durata: 1h:46 - Spettatori: 300 | Cuba | 3 - 1 | Canada | 25-19, 23-25, 25-17, 25-22 |

### Finale 9º posto
| 24 giugno 2017 Coliseo Eduardo Dibós, Lima Durata: 1h:49 - Spettatori: 100 | Trinidad e Tobago | 3 - 1 | Venezuela | 25-22, 25-17, 19-25, 25-18 |

### Finale 11º posto
| 23 giugno 2017 Coliseo Eduardo Dibós, Lima Durata: 1h:14 - Spettatori: 100 | Messico | 3 - 0 | Cile | 25-19, 25-17, 25-17 |

## Classifica finale
| Pos     | Squadra           | Rosa |
| ------- | ----------------- | --- |
| Oro     | Stati Uniti       | Formazione: 1 Hancock, 2 Alhassan, 4 Wong-Orantes, 6 Rolfzen, 7 Carlini, 9 Kingdon, 11 Drews, 14 Bartsch, 16 McCage, 17 Courtney, 18 Newcombe, 20 Benson, 21 Tapp, 23 McMahon, CT: Kiraly       |
| Argento | Rep. Dominicana   | Formazione: 1 Vargas, 4 Fersola, 5 Castillo, 6 Domínguez, 7 Marte, 11 Rodríguez, 13 Moreno, 16 Peña, 17 Mambrú, 18 de la Cruz, 19 Binet, 20 B. Martínez, 21 J. Martínez, 22 González, CT: Kwiek |
| Bronzo  | Porto Rico        | Formazione: 1 Santana, 2 Venegas, 3 León, 4 R. Santos, 9 Torres, 10 Quesada, 13 Ferrer, 14 Valentín, 15 Collazo, 17 N. Santos, 18 Hernández, 19 Jusino, 21 Victoriá, 22 Viñas, CT: Nuñez        |
| 4       | Perù              | Formazione: 3 Uribe, 5 Almeida, 6 Muñoz, 7 Urrutia, 8 Frías, 9 Torres, 10 Patiño, 11 Yllescas, 12 Leyva, 13 Olemar, 14 Machado, 15 Uceda, 18 Gómez, 20 Rueda, CT: de Moura                      |
| 5       | Cuba              | Formazione: 2 Gracia, 3 Pérez, 5 Y. Hernández, 6 Lescay, 7 Palma, 9 Luis, 10 Borrell, 11 Moreno, 17 Casanova, 18 Matienzo, 19 Suárez, CT: Robinson                                              |
| 6       | Canada            | Formazione: 4 Richey, 5 Smith, 6 Coulter, 7 Beamish, 10 Field, 12 Cross, 13 Charuk, 15 Chase, 16 Joseph, 17 Moncks, 19 Bélanger, 20 Perrin, 22 Cyr, 23 Reesor, CT: Abbondanza                   |
| 7       | Colombia          | Formazione: 1 Mosquera, 2 Soto, 3 Segovia, 4 Montero, 5 Olaya, 8 E. Martínez, 9 Toro, 10 Carabalí, 11 Peréz, 13 Gómez, 15 Marín, 18 M. Martínez, 20 Pasos, 21 Durán, CT: Rizola                 |
| 8       | Argentina         | Formazione: 2 Acosta, 3 Nizetich, 4 Guastavino, 5 Fresco, 6 Rodríguez, 7 Aispurúa, 8 Piccolo, 9 Sagardía, 10 Sosa, 12 Rizzo, 13 Bulgarella, 17 Vidal, 19 Franchi, 22 Hiruela, CT: Orduna        |
| 9       | Trinidad e Tobago | Formazione: 1 Floyd, 2 Ross, 3 Thompson, 4 Pierre, 6 Jack, 7 Davidson, 8 Ramdin, 11 Olton, 12 Forde, 14 Wallace, 16 Esdelle, 19 Sutherland, CT: Cruz                                            |
| 10      | Venezuela         | Formazione: 2 Delfines, 3 Paredes, 4 Medina, 8 Morillo, 9 Bidean, 10 Glod, 11 Serrano, 12 Quijada, 13 Florián, 14 Blanco, 15 Pérez, 19 Segura, CT: Chambers                                     |
| 11      | Messico           | Formazione: 2 López, 3 Sanay, 4 García, 5 Rangel, 6 Guitron, 8 Carranza, 9 Segura, 11 Urías, 15 Valle, 17 Castro, 19 Vela, 21 Oroz, CT: Naranjo                                                 |
| 12      | Cile              | Formazione: 1 Rodríguez, 2 Reyes, 3 Carvajal, 4 Novoa, 5 Sotomayor, 7 Melo, 8 Vorpahl, 10 Brendel, 11 Malagueño, 12 Gómez, 13 Schüler, 15 Steinmetz, CT: Guillaume                              |

## Premi individuali
| Premio                 | Nome                | Squadra           |
| ---------------------- | ------------------- | ----------------- |
| MVP                    | Micha Hancock       | Stati Uniti       |
| Miglior realizzatrice  | Heidy Casanova      | Cuba              |
| Miglior servizio       | Micha Hancock       | Stati Uniti       |
| Miglior difesa         | Brenda Castillo     | Rep. Dominicana   |
| Miglior ricevitrice    | Mirian Patiño       | Perù              |
| Miglior palleggiatrice | Micha Hancock       | Stati Uniti       |
| Miglior opposto        | Elizabeth McMahon   | Stati Uniti       |
| Miglior schiacciatrice | Regla Gracia        | Cuba              |
| Miglior schiacciatrice | Bethania de la Cruz | Rep. Dominicana   |
| Miglior centrale       | Sinead Jack         | Trinidad e Tobago |
| Miglior centrale       | Natalia Aispurúa    | Argentina         |
| Miglior libero         | Mirian Patiño       | Perù              |